# Planet Mu
Planet Mu – brytyjska niezależna wytwórnia płytowa, założona w 1995 roku przez Mike’a Paradinasa, specjalizująca się w elektronicznej muzyce tanecznej.

## Historia
Wytwórnię Planet Mu założył w 1995 roku Mike Paradinas (znany też jako µ-Ziq). Podpisał wówczas kontrakt z Virgin Records, aby wydać swój album, Salsa With Mesquite. Ponieważ Virgin nie miała w tym czasie dystrybutora tego rodzaju muzyki, więc przystała na pomysł stworzenia nowej wytwórni. Paradinas zaproponował nazwę Planet Mu w nawiązaniu do nazwy Planet E, wytwórni Carla Craiga oraz do tytułu jednego ze swoich wczesnych, niewydanych utworów i do nazwy swojego domowego studia. Jednym z pierwszych wydawnictw nowej wytwórni był kompilacja Mealtime z 1997 roku, na której znalazły się utwory Paradinasa i jemu współczesnych muzyków, takich jak Aphex Twin czy Luke Vibert. Virgin wkrótce (1998) straciła zainteresowanie projektem, a Paradinas zdecydował się na niezależność. Komplikacje w sporządzeniu umowy dystrybucyjnej sprawiły, że jeden z pierwszych jej sygnatariuszy, zespół Boards of Canada, został przejęty przez Warp Records. Wkrótce jednak wytwórnia osiągnęła szczyt popularności wydając nagrania spod znaku IDM, a następnie dubstep czy footwork. W jej katalogu obok Paradinasa pojawili się tacy artyści jak: Capitol K, Jega, Leafcutter John i Luke Vibert, a w latach następnych nowe pokolenie twórców: dubstepowy duet Vex’d, grime’owy Virus Syndicate, Exile, Pinch, którego singiel „Qawwali” stał się nieoczekiwanie dubstepowym hitem 2006 roku oraz 0=0, eksperymentalny artysta z Toronto spod znaku drum’n’bass. Podsumowaniem działalności Planet mu stała się kompilacja Sacred Symbols Of Mu, wydana pod numerem 100 w 2006 roku, zawierająca między innymi nagrania wyżej wymienionych artystów.
W 2020 roku z okazji 25-lecia istnienia wytwórni wyszła jubileuszowa kompilacja PlanetMµ25, zawierająca nagrania takich artystów jak: East Man & Streema („Know Like Dat”), Ripatti („Flowers”), Bogdan Raczynski („tteosintae”), Speaker Music („Techno Is a Liberation Technology”), Jana Rush („Mynd Fuc”) czy FARWARMTH („Shadows in the Air”).